# PolioPlus
PolioPlus är ett biståndsprogram som startades 1985 då Rotary gav ett löfte att utrota polio. Sedan starten av PolioPlus har antalet poliofall i hela världen gått ner med 99 procent, till stor del tack vare insatser från rotarymedlemmar världen runt.
Rotary har bidragit med mer än 650 miljoner dollar till insatserna för att utrota polio. Det beräknas att programmet har räddat fem miljoner barn som annars skulle ha varit förlamade, och mer än 1,5 miljoner liv har räddats. Under 2007 ingick Rotary International en överenskommelse med Bill & Melinda Gates Foundation. Bill och Melinda Gates anslog 100 miljoner dollar till Rotary Foundations PolioPlus-program. Rotary Foundation matchade detta med 100 miljoner dollar som skulle samlas in under tre år. I januari 2009 utökade Bill & Melinda Gates stiftelse sitt åtagande till totalt 355 miljoner dollar, som Rotary Foundation åtagit sig att matcha med ytterligare 100 miljoner dollar. År 2009 är det endast en handfull länder där polio finns och Rotary anser sig kunna utrota sjukdomen i dessa länder genom vaccininsatser finansierade av anslag och insamlingar.